# Savona Foot Ball Club 2013-2014
Questa voce raccoglie le informazioni riguardanti il Savona Foot Ball Club nelle competizioni ufficiali della stagione 2013-2014.

## Stagione
Nella stagione 2013-2014 il Savona, a ben 39 anni di distanza dal suo ultimo torneo in Serie C, disputa il primo campionato di Lega Pro Prima Divisione della sua storia, nonché il suo trentaduesimo torneo in terza serie. Dopo una stagione condotta ai vertici della classifica e al di sopra delle aspettative si classifica sesto, accedendo così ai play-off per la promozione in Serie B. Superato ai rigori il Vicenza nei quarti, la squadra interrompe il proprio percorso nelle semifinali, sconfitta nel doppio confronto contro la Pro Vercelli.
La compagine biancoblù disputa la Coppa Italia 2013-2014; dopo aver superato il primo turno contro il Perugia (che a fine stagione verrà promosso in Serie B) viene eliminato nella fase successiva dal Cittadella.

## Divise e sponsor
Il fornitore ufficiale di materiale tecnico per la stagione 2013-2014 è Legea, lo sponsor di maglia principale è Cassa di Risparmio di Savona e il secondo Mondo Marine.
| 1ª divisa |

## Organigramma societario
Area direttiva
- Presidente: Aldo Dellepiane
- Amministratori delegati: Stefano Giordano ed Enrico Santucci
- Direttore Generale: Mattia Giachello
- Direttore sportivo: Roberto Pruzzo
- Coordinatore: Massimo Fantoni
- Segretaria: Jessica Panuccio, Alessia Badii e Michele Castiglia
- Team Manager: Salvatore Cavaliere

Area tecnica
- Allenatore: Ninni Corda
- Allenatore in seconda: Gianni Mattu
- Preparatore dei portieri: Mauro Deorsola
- Magazziniere: Claudio Bosano

Area sanitaria
- Fisioterapista: Mattia Stazi

## Rosa
| N. |                   | Ruolo | Calciatore            |
| -- | ----------------- | ----- | --------------------- |
|    | Italia (bandiera) | P     | Simone Aresti         |
|    | Italia (bandiera) | P     | Mauro Boerchio        |
|    | Italia (bandiera) | D     | Enrico Altobello      |
|    | Italia (bandiera) | D     | Alberto Galuppo       |
|    | Italia (bandiera) | D     | Alberto Giuliatto     |
|    | Italia (bandiera) | D     | Giordano Maccarrone   |
|    | Italia (bandiera) | D     | Alessandro Marchetti  |
|    | Italia (bandiera) | D     | Ivan Marconi          |
|    | Italia (bandiera) | D     | Francesco Quintavalla |
|    | Italia (bandiera) | D     | Cristiano Spirito     |
|    | Italia (bandiera) | C     | Davide Agazzi         |
|    | Italia (bandiera) | C     | Ignazio Carta         |
|    | Italia (bandiera) | C     | Luca Cattaneo         |

| N. |                      | Ruolo | Calciatore          |
| -- | -------------------- | ----- | ------------------- |
|    | Italia (bandiera)    | C     | Angelo Demartis     |
|    | Italia (bandiera)    | C     | Federico Gentile    |
|    | Italia (bandiera)    | C     | Manuel La Rosa      |
|    | Italia (bandiera)    | C     | Claudio Pani        |
|    | Italia (bandiera)    | C     | Gabriele Puccio     |
|    | Italia (bandiera)    | C     | Daniele Simoncelli  |
|    | Italia (bandiera)    | A     | Alessandro Cesarini |
|    | Australia (bandiera) | A     | Christian Esposito  |
|    | Italia (bandiera)    | A     | Francesco Grandolfo |
|    | Italia (bandiera)    | A     | Manuel Marras       |
|    | Italia (bandiera)    | A     | Manuel Sarao        |
|    | Italia (bandiera)    | A     | Francesco Virdis    |

## Risultati

### Prima Divisione

#### Girone d'andata
| Arbitro: | Cifelli (Campobasso) |

|                             |           |                                |
| Gentile 88’ C. Espositp 90’ | Marcatori | 15’, 52’ Pesenti 89’ Pontiggia |

| Arbitro: | Sacchi (Macerata) |

|                                 |           |             |
| Carraro 22’ (rig.) De Cenco 90’ | Marcatori | 21’ Gentile |

| Arbitro: | Martinelli (Roma) |

|              |           |  |
| Cesarini 47’ | Marcatori |  |

| Arbitro: | Dei Giudici (Latina) |

|                  |           |                         |
| A. Brighenti 70’ | Marcatori | 6’ Cattaneo 34’ Gentile |

| Arbitro: | Melidoni (Frattamaggiore) |

|              |           |  |
| Demartis 53’ | Marcatori |  |

| Arbitro: | Brasi (Seregno) |

|          |           |  |
| Pepe 87’ | Marcatori |  |

| Arbitro: | Cangiano (Napoli) |

|               |           |            |
| Pacciardi 84’ | Marcatori | 32’ Virdis |

| Arbitro: | Colarossi (Roma) |

|                         |           |                     |
| Virdis 41’ Cesarini 86’ | Marcatori | 47’ (rig.) Viapiana |

| Arbitro: | Lanza (Nichelino) |

|             |           |                                          |
| Mancuso 45’ | Marcatori | 25’ Gentile 32’, 51’ Virdis 74’ Cesarini |

| Arbitro: | Tardino (Milano) |

|                               |           |             |
| Virdis 56’ (rig.), 76’ (rig.) | Marcatori | 90’ Pescara |

| Arbitro: | Vesprini (Macerata) |

|                                                              |           |  |
| Di Matteo 12’ Jadid 52’ (rig.) Tiribocchi 70’ Giacomelli 82’ | Marcatori |  |

| Arbitro: | Pagliardini (Arezzo) |

|                              |           |                  |
| Cesarini 23’ Virdis 26’, 52’ | Marcatori | 67’ Dell'Agnello |

| Arbitro: | Pezzuto (Lecce) |

|               |           |  |
| M. Marchi 58’ | Marcatori |  |

| Arbitro: | Di Martino (Teramo) |

|           |           |               |
| Sarao 35’ | Marcatori | 79’ Dell'Orco |

| Arbitro: | Pelagatti (Arezzo) |

|                              |           |              |
| E. Gatto 45’ Torregrossa 66’ | Marcatori | 79’ Cesarini |

#### Girone di ritorno
| Arbitro: | Balice (Termoli) |

|                        |           |                                    |
| Girasole 28’ Ondei 51’ | Marcatori | 47’ Grandolfo 59’ Virdis 87’ Sarao |

| Arbitro: | Boggi (Salerno) |

|                |           |  |
| I. Marconi 81’ | Marcatori |  |

| Arbitro: | Verdenelli (Foligno) |

|                        |           |                                |
| Giannone 20’, 55’, 66’ | Marcatori | 50’ Cesarini 88’ (rig.) Virdis |

| Arbitro: | Fiore (Barletta) |

|            |           |                  |
| Virdis 31’ | Marcatori | 55’ A. Brighenti |

| Arbitro: | Pagliardini (Arezzo) |

|                                   |           |                                      |
| Defendi 11’, 15’, 47’ Le Noci 67’ | Marcatori | 33’ (rig.) Cesarini 90’ (rig.) Sarao |

| Arbitro: | Pezzuto (Lecce) |

|                |           |             |
| I. Marconi 56’ | Marcatori | 60’ Scavone |

| Savona 23 febbraio 2014 22ª giornata | Savona      | 0 – 0 referto | San Marino | Stadio Valerio Bacigalupo\| Arbitro: \| Giua (Pisa) \| |
| Arbitro:                             | Giua (Pisa) |               |            |                                                        |

| Arbitro: | Cifelli (Campobasso) |

|  |           |                   |
|  | Marcatori | 26’ G. Maccarrone |

| Arbitro: | Candeo (Este) |

|                   |           |             |
| Virdis 83’ (rig.) | Marcatori | 45’ Cellini |

| Arbitro: | Guarino (Caltanissetta) |

|          |           |            |
| Sosa 54’ | Marcatori | 41’ Virdis |

| Arbitro: | Dei Giudici (Latina) |

|              |           |  |
| Cesarini 65’ | Marcatori |  |

| Arbitro: | Abisso (Palermo) |

|               |           |  |
| Turchetta 89’ | Marcatori |  |

| Arbitro: | Sacchi (Macerata) |

|                              |           |                |
| Quintavalla 31’ Demartis 34’ | Marcatori | 13’, 89’ Moreo |

| Arbitro: | Brasi (Seregno) |

|                                                    |           |                            |
| Pinardi 4’ (rig.) Zerbo 44’ T. Ceccarelli 45’, 51’ | Marcatori | 36’ Altobello 41’ Cesarini |

| Arbitro: | Pillitteri (Palermo) |

|                                                  |           |              |
| Virdis 16’ (rig.), 21’ Cesarini 39’ Demartis 64’ | Marcatori | 41’ De Paula |

### Play-off

#### Quarti di finale
| Arbitro: | Cifelli (Campobasso) |

|                                              |                      |                                     |
| Tulli 6’                                     | Marcatori            | 71’ Virdis                          |
| Camisa Castiglia Padalino Cinelli Mustacchio | Tiri di rigore 2 – 3 | Quintavalla Agazzi Gentile Cesarini |

#### Semifinali
| Arbitro: | Pezzuto (Lecce) |

|           |           |                                |
| Virdis 1’ | Marcatori | 45’ E. Marchi 62’ (rig.) Erpen |

| Arbitro: | Marini (Roma) |

|                               |           |                   |
| Greco 39’ (rig.) Statella 90’ | Marcatori | 14’ (rig.) Virdis |

### Coppa Italia
| Arbitro: | Illuzzi (Molfetta) |

|  |           |             |
|  | Marcatori | 96’ Gentile |

| Arbitro: | Pinzani (Empoli) |

|                       |           |  |
| Di Roberto 34’ (rig.) | Marcatori |  |

### Coppa Italia Lega Pro

#### Fase finale
| Arbitro: | Lanza (Nichelino) |

|                                      |           |                     |
| Maimone 53’ Romano 57’ Palazzolo 98’ | Marcatori | 13’ Marras 29’ Rais |

## Statistiche

### Statistiche di squadra
| Competizione             | Punti | In casa | In casa | In casa | In casa | In casa | In casa | In trasferta | In trasferta | In trasferta | In trasferta | In trasferta | In trasferta | Totale | Totale | Totale | Totale | Totale | Totale | DR |
| Competizione             | Punti | G       | V       | N       | P       | Gf      | Gs      | G            | V            | N            | P            | Gf           | Gs           | G      | V      | N      | P      | Gf     | Gs     | DR |
| ------------------------ | ----- | ------- | ------- | ------- | ------- | ------- | ------- | ------------ | ------------ | ------------ | ------------ | ------------ | ------------ | ------ | ------ | ------ | ------ | ------ | ------ | -- |
| Lega Pro Prima Divisione | 44    | 15      | 8       | 6       | 1       | 23      | 13      | 15           | 4            | 2            | 9            | 20           | 28           | 30     | 12     | 8      | 10     | 43     | 41     | +2 |
| Play-off                 |       | 1       | 0       | 0       | 1       | 1       | 2       | 2            | 0            | 1            | 1            | 2            | 3            | 3      | 0      | 1      | 2      | 3      | 5      | -2 |
| Coppa Italia             |       | -       | -       | -       | -       | -       | -       | 2            | 1            | 0            | 1            | 1            | 1            | 2      | 1      | 0      | 1      | 1      | 1      | 0  |
| Coppa Italia Lega Pro    |       | -       | -       | -       | -       | -       | -       | 1            | 0            | 0            | 1            | 2            | 3            | 1      | 0      | 0      | 1      | 2      | 3      | -1 |
| Totale                   | -     | 16      | 8       | 6       | 2       | 24      | 15      | 20           | 5            | 3            | 12           | 25           | 35           | 36     | 13     | 9      | 14     | 49     | 50     | -1 |

### Statistiche dei giocatori
| Giocatore      | Prima Divisione | Prima Divisione | Prima Divisione | Prima Divisione | Play-off | Play-off | Play-off    | Play-off   | Coppa Italia | Coppa Italia | Coppa Italia | Coppa Italia | Coppa Italia Lega Pro | Coppa Italia Lega Pro | Coppa Italia Lega Pro | Coppa Italia Lega Pro | Totale   | Totale | Totale      | Totale     |
| Giocatore      | Presenze        | Reti            | Ammonizioni     | Espulsioni      | Presenze | Reti     | Ammonizioni | Espulsioni | Presenze     | Reti         | Ammonizioni  | Espulsioni   | Presenze              | Reti                  | Ammonizioni           | Espulsioni            | Presenze | Reti   | Ammonizioni | Espulsioni |
| -------------- | --------------- | --------------- | --------------- | --------------- | -------- | -------- | ----------- | ---------- | ------------ | ------------ | ------------ | ------------ | --------------------- | --------------------- | --------------------- | --------------------- | -------- | ------ | ----------- | ---------- |
| D. Agazzi      | 30              | 0               | 1               | 0               | 3        | 0        | 0           | 0          | 1            | 0            | 0            | 0            | 1                     | 0                     | 0                     | 0                     | 35       | 0      | 1           | 0          |
| E. Altobello   | 12              | 1               | 1               | 0               | 3        | 0        | 0           | 0          | -            | -            | -            | -            | -                     | -                     | -                     | -                     | 15       | 1      | 1           | 0          |
| S. Aresti      | 28              | -33             | 3               | 1               | 3        | -5       | 1           | 0          | 2            | -1           | 0            | 0            | -                     | -                     | -                     | -                     | 33       | -39    | 4           | 1          |
| M. Boerchio    | 2               | -7              | 0               | 0               | -        | -        | -           | -          | -            | -            | -            | -            | 1                     | -3                    | 0                     | 0                     | 3        | -10    | 0           | 0          |
| A. Cannoni     | 2               | 0               | 0               | 0               | -        | -        | -           | -          | -            | -            | -            | -            | -                     | -                     | -                     | -                     | 2        | 0      | 0           | 0          |
| D. Capello     | 1               | -1              | 1               | 0               | -        | -        | -           | -          | -            | -            | -            | -            | -                     | -                     | -                     | -                     | 1        | -1     | 1           | 0          |
| I. Carta       | 18              | 0               | 3               | 0               | 1        | 0        | 0           | 0          | 2            | 0            | 0            | 0            | 1                     | 0                     | 0                     | 0                     | 22       | 0      | 3           | 0          |
| L. Cattaneo    | 21              | 1               | 2               | 0               | 2        | 0        | 0           | 0          | 2            | 0            | 1            | 0            | -                     | -                     | -                     | -                     | 25       | 1      | 3           | 0          |
| A. Cesarini    | 28              | 10              | 6               | 0               | 3        | 0        | 1           | 0          | -            | -            | -            | -            | 1                     | 0                     | 0                     | 1                     | 32       | 10     | 7           | 1          |
| A. Demartis    | 24              | 3               | 10              | 2               | 3        | 0        | 1           | 0          | 1            | 0            | 0            | 0            | -                     | -                     | -                     | -                     | 28       | 3      | 11          | 2          |
| C. Esposito    | 5               | 1               | 0               | 0               | -        | -        | -           | -          | 1            | 0            | 0            | 0            | 1                     | 0                     | 0                     | 0                     | 7        | 1      | 0           | 0          |
| A. Galuppo     | 6               | 0               | 2               | 0               | -        | -        | -           | -          | 2            | 0            | 0            | 0            | -                     | -                     | -                     | -                     | 8        | 0      | 2           | 0          |
| F. Gentile     | 25              | 4               | 9               | 0               | 3        | 0        | 1           | 0          | 2            | 1            | 1            | 0            | 1                     | 0                     | 0                     | 0                     | 31       | 5      | 11          | 0          |
| A. Giuliatto   | 22              | 0               | 3               | 0               | 1        | 0        | 0           | 0          | 1            | 0            | 0            | 0            | -                     | -                     | -                     | -                     | 24       | 0      | 3           | 0          |
| F. Grandolfo   | 14              | 1               | 0               | 0               | 1        | 0        | 0           | 0          | 1            | 0            | 0            | 0            | 1                     | 0                     | 0                     | 0                     | 17       | 1      | 0           | 0          |
| M. La Rosa     | 1               | 0               | 0               | 0               | -        | -        | -           | -          | -            | -            | -            | -            | 1                     | 0                     | 0                     | 0                     | 2        | 0      | 0           | 0          |
| G. Maccarrone  | 20              | 1               | 6               | 0               | 3        | 0        | 2           | 0          | -            | -            | -            | -            | -                     | -                     | -                     | -                     | 23       | 1      | 8           | 0          |
| A. Marchetti   | 7               | 0               | 1               | 1               | 2        | 0        | 0           | 0          | -            | -            | -            | -            | -                     | -                     | -                     | -                     | 9        | 0      | 1           | 1          |
| I. Marconi     | 27              | 2               | 7               | 2               | 2        | 0        | 1           | 1          | 2            | 0            | 0            | 0            | 1                     | 0                     | 1                     | 0                     | 32       | 2      | 9           | 3          |
| M. Marras      | 19              | 0               | 1               | 0               | 2        | 0        | 1           | 0          | 2            | 0            | 0            | 0            | 1                     | 1                     | 0                     | 0                     | 24       | 1      | 2           | 0          |
| C. Pani        | 5               | 0               | 0               | 0               | -        | -        | -           | -          | -            | -            | -            | -            | -                     | -                     | -                     | -                     | 5        | 0      | 0           | 0          |
| G. Puccio      | 9               | 0               | 1               | 0               | -        | -        | -           | -          | 1            | 0            | 0            | 0            | -                     | -                     | -                     | -                     | 10       | 0      | 1           | 0          |
| F. Quintavalla | 18              | 1               | 7               | 0               | 3        | 0        | 2           | 0          | 2            | 0            | 0            | 0            | -                     | -                     | -                     | -                     | 23       | 1      | 9           | 0          |
| N. Rais        | 2               | 0               | 0               | 0               | -        | -        | -           | -          | 2            | 0            | 2            | 0            | 1                     | 1                     | 1                     | 0                     | 5        | 1      | 3           | 0          |
| M. Rudi        | 1               | 0               | 0               | 0               | -        | -        | -           | -          | -            | -            | -            | -            | 1                     | 0                     | 0                     | 0                     | 2        | 0      | 0           | 0          |
| M. Sarao       | 24              | 3               | 6               | 0               | 3        | 0        | 1           | 0          | 2            | 0            | 1            | 0            | 1                     | 0                     | 0                     | 0                     | 30       | 3      | 8           | 0          |
| D. Simoncelli  | 8               | 0               | 2               | 0               | 1        | 0        | 1           | 0          | -            | -            | -            | -            | -                     | -                     | -                     | -                     | 9        | 0      | 3           | 0          |
| C. Spirito     | 7               | 0               | 0               | 0               | -        | -        | -           | -          | -            | -            | -            | -            | 1                     | 0                     | 0                     | 0                     | 8        | 0      | 0           | 0          |
| F. Virdis      | 29              | 15              | 3               | 0               | 3        | 3        | 1           | 0          | 2            | 0            | 0            | 0            | -                     | -                     | -                     | -                     | 34       | 18     | 4           | 0          |